# Верден (графство)
Графство Верден (фр. Comté de Verdun, нем. Grafschaft Verdun) — средневековое графство в Лотарингии со столицей в городе Верден.

## История
Впервые графство Верден (лат. comitatum Viridunense) упоминается в 870 году в числе других территорий в королевстве Лотарингия, которые по Мерсенскому договору были разделены между королями Западно-Франкского королевства Карлом II Лысым и Восточно-Франкского королевства Людовиком II Немецким. Верден тогда вошёл в состав владений Карла, однако неизвестно, кто был его правителем. В акте, датированном 14 августа 895 года упоминается граф Вердена Риквин (Рихвин). О его правлении известно немного. Риквин был убит в 923 году, ему наследовал сын Оттон, который в 942 году был назначен королём Оттоном I герцогом Лотарингии. Он умер в 943 году и наследников не оставил. К кому перешел Верден — неизвестно.
В 960-х годах Верден был передан Готфриду I Пленнику, происходившего из знатного лотарингского рода Вигерихидов. В отличие от многих других представителей лотарингской знати, сохранял лояльность императору, благодаря чему смог увеличить свои владения. Позже Готфрид получил под управление также Антверпенскую и Энамскую марки. В 974 году император Оттон II передал под управление Готфрида часть бывшего графства Эно, конфискованную у Ренье IV, включая укреплённые замки Бульон и Монс. Благодаря этому он прочно утвердился в бассейнах Шельды и Мааса. Однако позже часть графства Эно была возвращена Ренье, однако Монс оставался под контролем Готфрида до 998 года.
После смерти Оттона II Готфрид сохранил лояльность его малолетнему сыну Оттону III. Вскоре он оказался втянут в конфликт вокруг Вердена. В 984 году при содействии архиепископа Реймса Адальберона епископом от имени Оттона III был пожалован Адальберон II, один из сыновей Готфрида. Однако это назначение не понравилось королю Западно-Франкского королевства Лотарю, который в феврале 985 года отправился с армией в Лотарингию и захватил Верден, после чего вернулся в Лан, оставив в Вердене для управления им свою жену. Но вскоре Готфрид, вступив в союз с графом Зигфридом Люксембургским, вместе с одним из сыновей Фридрихом, двоюродным братом, герцогом Верхней Лотарингии Тьерри I, а также с двумя племянниками — графом Ардена Гозелоном и его братом Бардоном, хитростью смогли захватить Верден, изгнав оттуда жену Лотаря и французский гарнизон. В ответ Лотарь опять двинул свою армию в Лотарингию и после осады в марте опять захватил Верден, пленив всех находившихся там графов, в том числе и Готфрида с сыном.
Ряд других графов король Лотарь после того, как те пошли ему на уступки, отпустил. Однако Готфрид отказался заключать какое-либо соглашение с Лотарем, предпочтя остаться в заключении. Из-за этого он вошёл в историю под прозвищем «Пленник» (фр. le Captif , нем. der Gefangene). Готфрид был отдан под охрану графа Герберта III де Вермандуа, проведя в заключении несколько лет. Только после того, как королём стал Гуго Капет, Готфрид получил свободу.
Согласно акту, датированному 17 августа 1156 года, данному императором Фридрихом I Барбароссой, император Оттон III передал графство под управление епископа Вердена. Произошло это около 997 года. Однако при этом Вигерихиды сохранили светскую властью в городе Верден.
После смерти Готфрида Пленника его владения были разделены между сыновьями. Верден первоначально достался старшему сыну, Готфриду II. Однако после того, как он в 1012 году был назначен герцогом Нижней Лотарингии, Верден Готфрид передал своему брату Фридрих, после смерти которого графство перешло к его брату, маркграфу Энама Герману.
В 1024 году граф Герман удалился в монастырь, после чего епископ Вердена Раимберт передал Верден графу Шини Людовику I. Однако это вызвало неудовольство герцога Нижней Лотарингии Гозело I, брата Германа, считавшего Верден наследственным владением своего дома. Положение осложнялось ещё тем, что после смерти императора Генриха II Гозело также отказался признать нового правителя империи Конрада II. В итоге в 1025 году Гозело напал на Людовика и убил его, а Верден отдал старшему сыну Готфриду III Бородатому. Позже Годфрид получил от отца ещё Антверпенскую марку, а также стал его соправителем.
В 1044 году умер герцог Гозело, который кроме Нижней Лотарингии в 1033 году получил ещё и Верхнюю. Император Генрих III, желая ослабить Лотарингию, разделил герцогство между его двумя сыновьями. Годфриду Бородатому досталась Верхняя Лотарингия, а Нижняя Лотарингия его брату Гозело II. Этот раздел вызвал крупное восстание лотарингской знати. Восстание возглавил Готфрид Бородатый, стремившийся объединить Лотарингию под своей властью.
Годфрид вел переговоры о союзе с Генрихом Французским, но в сентябре 1044 года он был лишен императором Генрихом Верхней Лотарингии. Также император лишал Годфрида графства Верден, передав его епископу Вердена Ричарду. Герцог Годфрид попал в плен в июле 1045 года и был заключен в тюрьму близ Галле. Весной 1046 года оставив в заложниках сына, он был освобожден и вновь стал герцогом. В 1046 году узнав о том, что его сын умер, а преемником его брата в Нижней Лотарингии император назначил Фридриха Люксембургского, Годфрид вторично восстал. Его поддержали Дирк IV, граф Голландии, и Бодуэн V, граф Фландрии. Граф Дирк напал на Камбре, Утрехт и Льеж, а Годфрид Бородатый и граф Бодуэн дотла разорили королевский дворец в Нимвегене и сожгли город Верден вместе с соборной церковью св. Марии 25 октября 1046 года. В ответ на это в начале 1047 года император конфисковал у Годфрида Верхнюю Лотарингию и передал права на неё графу Меца Адальберту. Адальберт в борьбе с Годфридом Бородатым погиб в следующем году, а его наследником стал брат Герхард.
Лишь в 1049 году после призыва папы римского Льва IX Годфрид признал своё поражение, епископ Вердена Тьерри возвратил Годфриду Верден. Позже Готфрид посредством брака приобрёл владения в Северной Италии, что вызвало недовольство императора Генриха III. Однако после смерти Генриха III Готфрид смог договориться о мире с императрицей Агнессой де Пуатье, регентшей империи при малолетнем сыне Генрихе IV, которая пообещала Готфриду передать под его управление Нижнюю Лотарингию после смерти Фридриха. При этом Готфрид, занятый своими планами в Италии, уделял Лотарингским владениям мало внимания. Он умер в 1069 году.
Наследник Готфрида Бородатого, Готфрид IV Горбатый, в отличие от отца, был одним из самых верных сторонников императора Генриха IV и его опорой в Нижней Лотарингии, где пытался противостоять усилившимся лотарингским князьям, стремившихся к независимости от императорской знати. Однако в 1076 году Готфрид был смертельно ранен и умер в Утрехте.
Из владений Готфрида Горбатого Верден достался его вдове, Матильде Тосканской, ярой стороннице римских пап в их противостоянии с императором Генрихом IV, известном как «Борьба за инвеституру». В итоге император конфисковал Верден, передав его в 1086 году Готфриду V Бульонскому, племяннику Готфрида Горбатого. В 1088 году также был передан титул герцога Нижней Лотарингии, но никакой реальной власти он не имел. Кроме Вердена в его руках находился замок Буйон и Антверпенская марка, а в Нижней Лотарингии за власть боролись графы Эно, Намюра, Голландии, а также граф Фландрии, стремившиеся расширить свои владения за счёт имперских земель. В 1096 году Готфрид, отправляясь в Первый крестовый поход, продал свои владения епископу Льежа. Верден же был передан епископу Вердена.
В 1100 году епископ Вердена Ришар передал светскую власть в Вердене графу Мобельяра, Феррета, Альткирха и Бара Тьерри I, но при этом отношения между Тьерри и духовенством были неспокойными. После смерти Тьерри Верден достался его старшему сыну Рено I, графу Бара.
Рено часто конфликтовал с епископом и его преемниками, так как отказывался признать его власть, так как он был слишком силен, чтобы быть вассалом епископов Вердена. Недовольные его правлением, жители города Вердена подняли восстание. В ожесточенной борьбе с ними, он получил тяжелую травму, которая привела к потере глаза. После этого случая Рено получил прозвище Одноглазый.
Во время спора между императором Генрихом V и папой Пасхалием II по поводу избрания епископом Вердена Ричарда II де Гранпре, Рено захватил папского легата и заточил его в замке Гранпре. В ответ Ричард захватил и конфисковал замки Дьелуар и Стене и передал их графу Люксембурга Вильгельму I. В результате войны, длившейся с 1111 года, Бар-ле-Дюк был оккупирован в 1114 году императором Генрихом V, а Рено был заключен под стражу. Но вскоре после того как он присягнул на верность императору и принес ему оммаж, Рено был освобожден. Он достиг компромисса с Вильгельмом Люксембургским, уступив ему конфискованные территории и доходы с них.
В 1120 году Верден был конфискован императором и передан графу Гранпре Генриху I в отместку за то, что Рено военно поддержал избрание Генриха де Блуа на пост епископа Вердена. В 1124 году Рено удалось помириться с императором и он вновь вступил во владение Верденом. В 1130 году Рено получил Брие. Ещё в начале правления в Вердене, он воздвиг огромную башню около аббатства Сен-Ван. Вид этой башни приводил в страх город и его окрестности, что объединило епископа и горожан против Рено. Башня была захвачена в 1134 году, а затем уничтожена. Епископ Вердена свергнул Рено и присоединил графство Верден к своему епископству.

## Список графов Вердена
Династия Риквина
- до 895—923: Риквин (ум. 923), граф Вердена в 895—923
- 923—943: Оттон I (ум. 943), граф Вердена с 923, герцог Лотарингии с 942, сын предыдущего

Вигерихиды
- ок. 960 — после 998: Готфрид I Пленник (ок. 935/940 — после 998), граф в Бидгау и Метингау в 959/960, граф Вердена с ок. 960, маркграф Энама и Антверпена 969, граф Эно (Геннегау) 958—998
- после 998—1012: Готфрид II (ум. 1023), граф Вердена (Готфрид II) с после 998—1012, герцог Нижней Лотарингии (Готфрид I) с 1012, сын предыдущего
- 1012—1022: Фридрих (ум. 1022), граф Вердена с 1012, брат предыдущего
- 1022—1024: Герман (ум. 1029), граф Вердена 1022—1024, маркграф Энама с после 998, брат предыдущего

Гербертины
- 1024—1025: Людовик I (ум. 1025), граф Шини с 987, граф Вердена с 1024

Вигерихиды
- 1025—1044, 1049—1069: Готфрид III Бородатый (ум. 1069), герцог Верхней Лотарингии (Готфрид II) 1044—1047, герцог Нижней Лотарингии (Готфрид II) с 1065, маркграф Антверпена 1044—1046, 1065—1069, маркграф Тосканы с 1054, герцог Сполето с 1057, сын герцога Лотарингии Гозело I, внук Готфрида I
- 1069—1076: Готфрид IV Горбатый (ок. 1040—1076), герцог Нижней Лотарингии (Готфрид III), герцог Сполето, маркграф Тосканы и Антверпена с 1069, сын предыдущего

Каносская династия
- 1076—1086: Матильда Тосканская (1045—1115), маркграфиня Тосканы и герцогиня Сполето с 1052/1076, графиня Вердена 1076—1086, вдова Готфрида Горбатого

Булонский дом
- 1089 — 1096: Готфрид (Жоффруа) V Бульонский (ок. 1060—1100), граф Бульона и маркграф Антверпена 1076—1096, граф Вердена 1086—1096, герцог Нижней Лотарингии 1089—1096, «Защитник Гроба Господня» с 1099, сын графа Булони Эсташа (Евстахия) II и Иды, дочери Готфрида Бородатого

Монбельярский дом
- 1100 — 1105: Тьерри (Дитрих) I (ок. 1045—1105), граф Монбельяра, Феррета и Альткирха, граф Бара и сеньор Муссона с 1093, граф Вердена с 1100
- 1105 — 1120: Рено I Одноглазый (1075/1077 — 1149), граф Бара с 1105, граф Вердена 1105—1134, сын предыдущего

Дом Гранпре
- 1120 — 1124: Генрих I (ум. до 1151), граф Гранпре и Порсьен, граф Вердена 1120—1124

Монбельярский дом
- 1120 — 1134: Рено I Одноглазый (вторично)

В 1134 году графство присоединено к епископству Верден.